# Huguet de Mataplana
Huguet de Mataplana (1174?-1213), marquès de Mataplana, fou un noble català i trobador, nebot de Ponç de Mataplana, a qui Guillem de Berguedà atacà en diversos sirventesos. A partir de 1185 apareix força documentació sobre la seva persona, i el 1197 consta que estava casat amb una dama anomenada Na Sança.
Senyor de Mataplana, prop de Gombrèn, figura en diversos documents al costat del rei Alfons el Cast i de Pere el Catòlic, amb l'exèrcit del qual va participar en la batalla de Las Navas de Tolosa (1212). La Crònica de Jaume el Conqueridor l'inclou entre els cavallers que lluitaren amb el seu pare a la batalla de Muret (1213) i l'abandonaren, encara que realment el trobador va morir poc després a causa de les ferides rebudes. Segons Ramon Vidal de Besalú, que possiblement li donà lliçons d'occità i de l'art de trobar, Huguet de Mataplana fou un personatge culte i refinat, protector de joglars i trobadors. Únicament es conserven tres composicions seves: un sirventès i dues tençons.
A continuació una razó, traduïda al català modern, que narra una anècdota de Raimon de Miraval. Aquesta peça és important per entendre i situar el sirventés d'Huguet de Mataplana que hi ha després.
| « | I [Raimon de Miraval] s'enamorà d'una dama jove i gentil d'Albigès, que s'anomenava ma senyora Aimengarda de Castras. Era bella i cortès i amable, i instruïda i parlava bé. Molt la va estimar i l'honorà i la lloà cantant i cantant, i la posà en gran mèrit entre la bona gent. I durant molt de temps li va demanar que li donés plaer en dret d'amor, i ella li va dir que no li donaria plaer a títol d'amant; però que si ell volia deixar la seva muller, ella el prendria per marit. Quan Ramon de Miraval oí que ella el volia prendre per marit, es va posar molt alegre, i se'n vingué al seu castell. I va pensar amb quina excusa podria apartar la seva muller de si, la qual s'anomenava ma senyora Caudairenga, pel pare que es deia Caudeira. Era bella i amable, i sabia trobar bé cobles i danses i en Guillem Paremon estava enamorat d'ella, que era un cavaller gentil i bo i bell. En Raimon de Miraval trobà aquesta excusa davant sa muller; que no convenien dos trobadors en una casa. I li va dir que cridés els seus pares, i que se n'anés a casa seva. I quan ella va veure la intenció del seu marit, va cridar Guillem Paremon. I ell vingué i Raimon de Miraval la hi va posar a les màns; i ell se l'endugué i la prengué per muller. I la dama de la qual Raimon estava enamorat, ma senyora Aimengarda, prengué per marit un gentil baró d'aquelles comarques, que es deia Olivier de Saissac. Per la qual cosa Miraval tingué gran dolor i gran tristor, a causa de la dama que havia perdut i per l'esposa. Aquestes noves foren oïdes per totes aquelles comarques, lluny i prop; i en tingué coneixement un valent baró de Catalunya, que s'anomenava Huguet de Mataplana, que era molt destre i bon trobador, i molt amic de Miraval. I sobre allò va fer aquest sirventès que diu: D'un sirventes m'es pres talens. | » |

El sirventès següent respon, doncs, al que havia escrit Ramon de Miraval, i critica l'amic pels fets descrits i especialment pel comportament poc cortès d'impedir la seva esposa que desenvolupés la seva tasca de trobairitz com ho podria fer qualsevol trobador, és a dir, qualsevol home.
| I D'un sirventes m'es pres talens, qe razos m'o mostra e m'o di, e qand faitz er, tendra.l camí a Miraval tot dreich correns, a.N Raimon, don ai pesanssa, car fetz tant gran malestanssa contra dompnei, don totz tems s'es vanatz; e s'anc tenc dreig viatge de drut cortes, ar camja son coratge. II En lui es era coneissens lo reproviers qe.l savi di: c'om non conois tant ben en si cum en atrui los faillimens; q'el sol haver s'esperanssa en joi et en alegranssa, mas aras n'es malamens cambjatz, qe mes a tal usatge don no.is pot ges esdir de vilanatge. III Car per sos bels captenemens e per son bel trobar parti sa cortesa moiller de si: ben par qe.l consseilles sirvens. Issutz es de l'esperanssa d'esser drutz, a ma semblanssa, car si.l plagues mais dompneis ni solatz, non feira tal outratge don tuich cortes volguesson son dampnatge. IV Car maritz a cui platz jovens deu sofrir, per so c'atressi sofrant lui siei autre vezi; mas aissi l'es camjatz sos sens. E car fetz tant malestanssa, poing c'ab lieis aj'acordanssa. E si'la.l vol ni sos cobrars li platz, fassa.il tant d'avantatge qu'ill sofr'un drut qui trob'a son coratge. V E pois er sos albercs gauzens qand ab lieis aura faita fi, ab que ja mais non la chasti de trobar ni de motz plazens; ni de lieis no.is don doptanssa ni non s'o teign'a grevanssa si sos albercs se soven cortejatz; c'assi er d'agradatge a nos cortes et als gelos salvatge. VI Na Caudairenga, dompna, ben sapchatz qu'iratz sui del viatge que avetz pres en vostre bon coratge. | I D'un sirventès m'ha vingut ganes, que la raó m'ho assenyala i m'ho dicta, i quan fet estigui, emprendrà camí a Miraval corrent directament, a Raimon, pel qual sento pena, perquè va fer tan mala acció contra la galanteria, de la qual sempre s'ha vanat; i si abans seguí recte camí d'amant cortès, ara canvia la seva intenció. II En ell és ara evident el proverbi que el savi diu: que un no coneix tan bé en si com en altres els defectes; perquè ell solia tenir esperança en goig i en alegria, però ara per mal s'ha canviat, que ha introduït tal costum que no li permet justificar-se la vilania. III Perquè per ses bones qualitats i per son bell trobar apartà sa cortès muller de si: bé sembla que l'aconsellés un servent. S'ha allunyat de l'esperança de ser amant, en la meva opinió, perquè si li plagués més galanteria i solaç no faria tal ultratge a causa del qual tots els cortesos voldrien son mal. IV Perquè el marit al qual plau la joventut ha se suportar, perquè de la mateixa manera el suportin els altres veïns, però així li ha canviat el seu seny. I doncs va fer tal malvestat, intenti amb ella arribar a un acord. I si ella vol i li plau recuperar-la, li ha de concedir l'avantatge de suportar un amant que trobi al seu gust. V I després la seva casa serà feliç ja que amb ella haurà fet les paus, amb la condició que mai no li faci retrets per trobar ni pels mots plaents; ni ella tingui dubtes ni li tingui com un greuge si casa seva és sovint festejada; perquè així ens agradarà a nosaltres, els cortesos i desagradarà els gelosos. VI Na Caudairenga, senyora, bé sabeu que estic irritat del camí que heu emprés en el vostre bon cor. |

A continuació una tençó que presenta l'oposició entre riquesa i pobresa, entre convenció i llibertat, encara que els matisos fan que les oposicions no siguin tan clares.
| I Scometre.us vuoill, Reculaire: pois vestirs no.us dura gaire, de paubertat etz confraire als bons homes de Laun, mas de fe non semblatz un, que vos etz fols e jogaire e de puntans gobernaire. II N'Uget, auzit ai rentraire q'uns temps er, ço m'es vejaire, que l'aursfres e.il gris e.il vaire n'iran ab li fum tot un; per q'ieu non ai mon estrun en aver, don sui burlaire; chascus degra aissi faire. III Reculaire, fols seria totz homs que d'aiso.s creiria. Vos cuidatz que be.us estia quand al joc vos despoillatz; e qan fai freich tremolatz, e cridatz: "Qu.m prestaria son mantel, q'ieu lo.il rendria!" IV N'Uget, ben sai, s'ieu moria, c'atretan en portaria co.l plus rics reis q.el mon sia; per q'ieu sec mas volontatz e jogui ab los tres datz e prend ab los conz paria et ab bon vi on q'ieu sia. V Reculaire, qi.us donava cinc solz, e pois en gitava autres cinc porr en la grava, detz solz auria perdutz mentre c'aissi viuretz nutz no.us cuidetz, si b<!--sic-->e.us estava, vos preses si.us encontrava. VI N'Huguet, ben paraulla brava m'avetz, cum si re.us costava mos jocs; e s'ieu amassava tal aver don fos perdutz l'esperit ni decebutz dirion que mal estava .l bon homen de Calatrava. VII Reculaire, eu sui drutz de tal, si dire l'ausava, q'es la genser c'om mentava. VIII N'Huguet, et au vauc si nutz que, laire si m'encontrava, no.m tolria si no.m dava. | I Escometre us vull, Reculaire: perquè el vestit no us dura gaire, i en pobresa sou confrare dels bons homes de Lió, però per la fe no sembleu un d'ells, que vós sou foll i jugador i de putes governant. II N'Huguet, he sentit dir que ve un temps, sembla evident, que el fil d'or, el gris i el beige seran amb el fum tot un; com que jo no tinc diner, per això me'n burlo; tothom hauria així fer. III Reculaire, foll seria tothom que això cregués. Vós cuideu el que bé us estigui quant al dormir us despulleu; i quan faci fred tremoleu, i crideu: "Qui em prestaria el seu mantell, que jo li tornaria!" IV N'Huget, bé sé, si em moria, que de la mateixa manera aniria que el més ric que al món sia; perquè jo no segueixo sinó la meva voluntat i he jugat amb els tres daus i prenc amb els conys companyia i amb el bon vi on vulgui que sigui. V Reculaire, qui us donava cinc sous, i després en llançava altres cinc damunt la grava, deu sous hauria perdut mentre que així viureu nu no us preocupeu, si així ho voleu, que us ajudés si us trobava. VI N'Huguet, ben dura paraula em dieu com si alguna cosa us importés el meu joc; i si jo reunís tants diners que fos perdut l'esperit i decebut dirien que estava malament el bon home de Calatrava. VII Reculaire, sóc amant de tal (dama), si goses dir-ho, que és la més gentil que hom pot esmentar. VIII N'Huguet, i jo vaig tan nu que, si em trobava un lladre, no em prendria sinó em donava. |